# Termoelektrana (Kakanj, BiH)
Termoelektrana je naseljeno mjesto u općini Kakanj, Federacija Bosne i Hercegovine, BiH.

## Stanovništvo

### 1991.
Nacionalni sastav stanovništva 1991. godine, bio je sljedeći:
ukupno: 202
- Muslimani - 111
- Hrvati - 17
- Srbi - 35
- Jugoslaveni - 38
- ostali, neopredijeljeni i nepoznato - 1

### 2013.
Nacionalni sastav stanovništva 2013. godine, bio je sljedeći:
ukupno: 131
- Bošnjaci - 102
- Hrvati - 13
- Srbi - 8
- ostali, neopredijeljeni i nepoznato - 8